# Éruption phréatomagmatique
Ne doit pas être confondu avec Éruption phréatique.

Schéma d'une éruption phréatomagmatique.

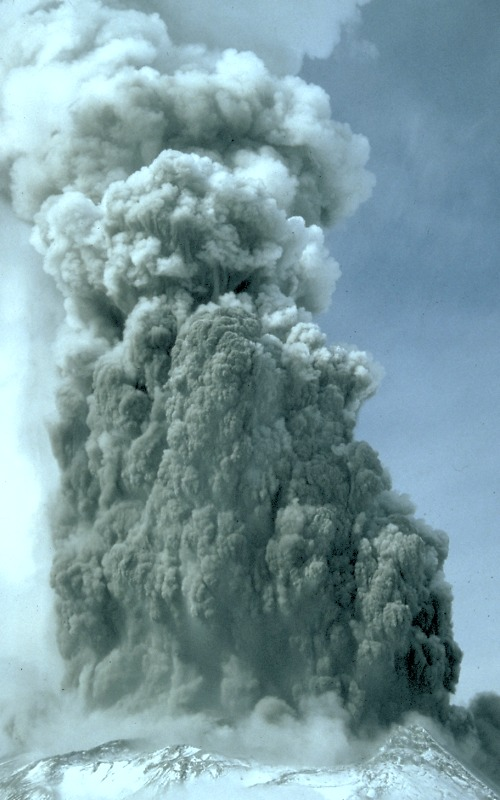
Éruption phréatomagmatique au Mont Saint Helens en 1980.

Une éruption phréatomagmatique ou éruption magmatophréatique est un type d'éruption volcanique caractérisé par l’interaction entre le magma d'un volcan et l'eau issue de terrains hydratés tels que les nappes phréatiques, des sols enneigés, englacés ou détrempés (marais, après de fortes pluies, etc.). Le contact de l'eau et de la lave engendre un choc thermique qui provoque la vaporisation de l'eau, augmentant la pression interne du volcan qui produit alors des explosions d'indice d'explosivité volcanique supérieur à des éruptions déroulées dans des conditions non hydratées. Le panache volcanique formé par ce type d'éruption est composé d'une bonne part de vapeur d'eau et de lave fragmentée. Ce type d'éruption diffère des éruptions exclusivement magmatiques, dites éruptions effusives, et des éruptions phréatiques. Contrairement aux éruptions phréatiques, les produits des éruptions phréatomagmatiques contiennent des éjectas de roche détritique (magma). Il est courant pour une grande éruption explosive d'avoir des composants magmatiques et phréatomagmatiques.
Certaines formes du relief sont caractéristiques des explosions phréatomagmatiques telles que les maars, des cratères volcaniques nés d'une unique et puissante explosion.